# Tadeáš Kraus
Tadeáš Kraus, polsky též Tadeusz Kraus (22. října 1932 Třinec – 30. října 2018) byl český fotbalista polské národnosti, československý reprezentant a účastník dvou mistrovství světa, roku 1954 ve Švýcarsku a roku 1958 ve Švédsku. Jeho manželka Anna Krausová byla gymnastka, účastnice olympijských her v Melbourne roku 1956.

## Fotbalová kariéra
Za československou reprezentaci odehrál 23 zápasů a v nich dal 6 branek. V československé lize nastoupil ve 238 utkáních a dal 70 gólů, hrál za Křídla vlasti Olomouc, ÚDA Praha a Spartu Praha, s níž spojil svůj fotbalový osud. Hrál za ni v letech 1956–1966, v rudém dresu nastoupil k 458 zápasům (202 ligovým) a vstřelil v nich 201 gólů (65 ligových). Získal se Spartou i mistrovský titul (1965). Hráčskou kariéru končil v LIAZ Jablonec (1966–1969).

## Ligová bilance
| Ročník                                   | Zápasy | Góly | Klub                   |
| ---------------------------------------- | ------ | ---- | ---------------------- |
| Přebor československé republiky 1953     | 12     | 4    | Křídla vlasti Olomouc  |
| Přebor československé republiky 1954     | 16     | 4    | Křídla vlasti Olomouc  |
| Přebor československé republiky 1955     | 9      | 3    | ÚDA Praha              |
| 1. československá fotbalová liga 1956    | 18     | 5    | Spartak Praha Sokolovo |
| 1. československá fotbalová liga 1957/58 | 29     | 15   | Spartak Praha Sokolovo |
| 1. československá fotbalová liga 1958/59 | 24     | 10   | Spartak Praha Sokolovo |
| 1. československá fotbalová liga 1959/60 | 22     | 6    | Spartak Praha Sokolovo |
| 1. československá fotbalová liga 1960/61 | 24     | 4    | Spartak Praha Sokolovo |
| 1. československá fotbalová liga 1961/62 | 20     | 4    | Spartak Praha Sokolovo |
| 1. československá fotbalová liga 1962/63 | 23     | 6    | Spartak Praha Sokolovo |
| 1. československá fotbalová liga 1963/64 | 18     | 1    | Spartak Praha Sokolovo |
| 1. československá fotbalová liga 1964/65 | 19     | 7    | Sparta Praha           |
| 1. československá fotbalová liga 1965/66 | 3      | 1    | Sparta Praha           |
| CELKEM                                   | 239    | 70   |                        |

## Trenérská kariéra
Stal se fotbalovým trenérem, v letech 1971–1974 vedl první mužstvo Sparty, později trénoval i kyperský tým Aris Limassol. Poté se však vrátil na Letnou, kde se stal vedoucím mládežnického úseku a trenérem dorostu. Vychoval řadu vynikajících fotbalistů a i proto roku 2001 obdržel Cenu Václava Jíry.